# فورشتنبرگ (نیدرزاکسن)
فورشتنبرگ (به آلمانی: Fürstenberg) یک شهر در آلمان است که در Boffzen واقع شده‌است. فورشتنبرگ ۱٬۲۳۶ نفر جمعیت دارد.